# Uraria longibracteata
Uraria longibracteata är en ärtväxtart som beskrevs av Y.C.Yang och Pu Hwa Huang. Uraria longibracteata ingår i släktet Uraria och familjen ärtväxter. Inga underarter finns listade i Catalogue of Life.